# Nerobergbahn

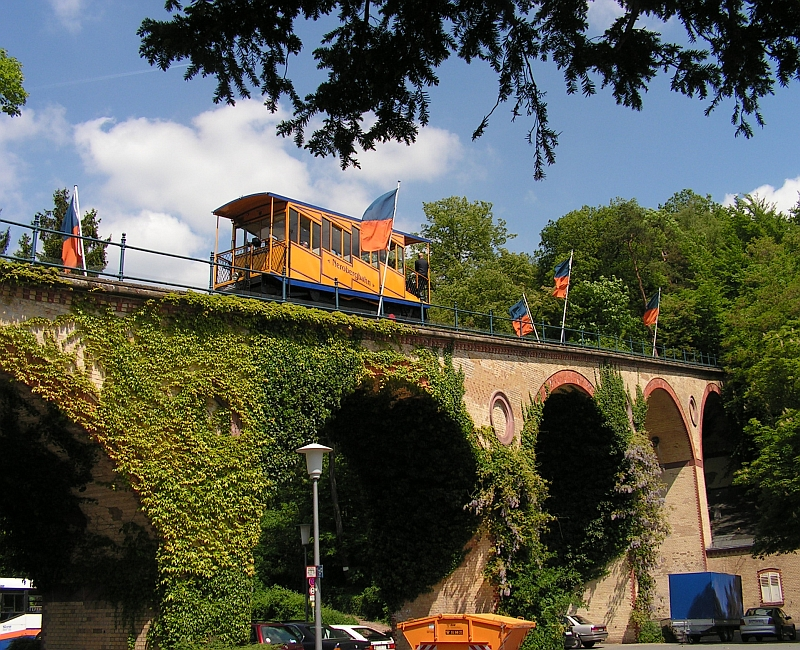
Nerobergbahn från dalstation

Nerobergbahn (Nerobergbanan) är en bergbana i Hessens huvudstad Wiesbaden. Bergbanan förbinder Nerotal med Neroberg. Banan är 438 m lång. Den nedre stationen ligger vid Nerotal (Nerodal) och den övre stationen vid Neroberg. Turtätheten är 15 minuter.

## Historia
Nerobergbahn invigdes 1888.

## Teknisk information
Bergbanan har två vagnar med plats för 40 personer var. Vagnarna väger 8,10 ton utan passagerare.
- Wikimedia Commons har media som rör Nerobergbahn.